# Dębina (Basses-Carpates)
Pour les articles homonymes, voir Dębina.
Dębina est une localité polonaise de la gmina de Białobrzegi, située dans le powiat de Łańcut en voïvodie des Basses-Carpates.